# Baka to Test to Shōkanjū
Baka to Test to Shōkanjū (バカとテストと召喚獣 lit, Idiotas, exámenes y bestias invocadas?) es una novela ligera japonesa escrita por Kenji Inoue, con ilustraciones de Yui Haga. La primera novela de la serie fue lanzada el 29 de enero de 2007, reuniendo un total de nueve volúmenes hasta el 26 de diciembre de 2009. Una adaptación manga de Mosuke Mattaku comenzó la serialización en la revista de manga Shōnen Ace el 25 de abril de 2009. Otra adaptación manga comenzó su serialización en la revista Shōnen Famitsu. Una adaptación al anime por Media Factory se anunció el mismo mes. Una adaptación al anime de 13 episodios, producida por el estudio de animación Silver Link comenzó a emitirse el 7 de enero de 2010. Una serie de OVA llamada Baka to Test to Shōkanjū: Matsuri empezaron a emitirse desde el 22 de enero de 2010 en el canal televisivo japonés TV Tokio. Una segunda temporada, con muchos cambios, principalmente el desuso de la parodia, salió al aire el 17 de junio de 2011 en TV Tokio, finalizando el 4 de septiembre del mismo año. Otras cadenas que licenciaron el anime fueron la Norteamericana Funimation, siendo transmitido en Funimation Channel y la cadena Animax Asia.

## Argumento
La historia se centra en torno a Akihisa Yoshii, también conocido como el tonto. Él asiste a la Academia Fumizuki, una escuela donde el personal divide rígidamente a los estudiantes sobre la base de los resultados de sus exámenes. En este caso, la clase A está compuesta de estudiantes con las más altas calificaciones, por lo que su clase está llena de lujos (aparatos de aire acondicionado, asientos de lujo, amplios espacios, etc.), mientras que el resto de clases reducen su calidad mientras más se alejan del inicio del abecedario; es así como la clase F por ser la última recibe a los alumnos con los peores resultados.
Esta academia utiliza la más avanzada tecnología para que todos los estudiantes puedan manifestar "Convocados" (Shōkanjū); estos seres, cuyos puntos de fuerza son equivalentes a las calificaciones que sus convocadores obtuvieron en sus exámenes, se utilizan para las batallas entre las clases (ESB a partir de ahora). La clase A está llena de seres fuertes, mientras que la clase F tiene bestias drásticamente débiles en comparación.
En el día de la prueba de nivel que asignaría a cada alumno a su respectiva clase según el promedio obtenido, una chica inteligente llamada Mizuki Himeji colapsa por la fiebre y no puede completar su prueba. Como resultado, ella es enviada a la Clase F, junto con Akihisa Yoshii quien abandona el examen para llevarla a que reciba atención médica. Akihisa, que se preocupa por la frágil salud de su compañera, se propone la idea de ganar una guerra de seres invocados a la clase A para obtener más privilegios y comodidades para su clase. Además de Mizuki (que pasa a ser la 2.ª mejor estudiante en todo el año), también asisten a la clase F el mejor amigo de Yoshii, Yūji Sakamoto, el bishōnen-andrógino Kinoshita Hideyoshi, un chico con apariencia femenina; Kouta Tsuchiya, el pervertido; y Minami Shimada, a quien Akihisa proclama como su peor enemigo.

## Sistema de combates
Los duelos de invocaciones constan de tres involucrados, dos alumnos y un profesor. Cuando los alumnos acuerdan un encuentro deben buscar a un profesor que arbitre el combate, cuando este declara iniciada la pelea un campo de energía se activa alrededor de ellos y allí ambos estudiantes podrán manifestar a su invocación cuyo poder será igual al promedio de las calificaciones en la asignatura que imparte el árbitro, cada golpe que aseste una invocación reducirá el poder de su oponente y con ello también las calificaciones del alumno que lo posee; cuando el poder de uno de los oponente llega a cero es declarado perdedor y el profesor de disciplina lo lleva a clases de estudios suplementario donde puede rendir exámenes especiales y subir sus calificaciones
En caso de enfrentamientos grupales, se da por acabado el encuentro cuando se derrota a un bando en su totalidad o cuando la invocación del líder designado es derrotada. En estos encuentros puede pedirse a más de un profesor que arbitre los enfrentamientos ya que los campos de batalla poseen un espacio limitado, sin embargo si una invocación pasa del campo de batalla de un profesor al de otro su poder automáticamente cambiará al promedio que su dueño posee en la asignatura del nuevo árbitro. Los alumnos que son derrotados y enviados a estudios suplementarios pueden incorporarse nuevamente a los duelos una vez que sus exámenes han sido calificados siempre y cuando no se haya declarado el final del combate.
Aunque los profesores poseen sus propias invocaciones y técnicamente pueden ser retados a duelo por los alumnos, esto rara vez se ve ya que al ser profesionales en las asignaturas la diferencia de poder es abrumadora, por lo que las pocas ocasiones en que los liberan es más que nada para control disciplinario.

## Personajes

### Clase F
La peor clase con los peores servicios, incluyendo bancos decrépitos (más tarde convertidos en contenedores de naranjas). Hay un total de 48 hombres y 2 mujeres de los 149 alumnos matriculados en la clase de segundo año, lo que equivale a que aproximadamente 1/3 de la matrícula está en la clase F.
Akihisa Yoshii (吉井 明久 Yoshii Akihisa?)
Seiyū: Hiro Shimono
Es el protagonista de la historia y lleva a cabo la narración en primera persona en la novela. Él es retratado como el Idiota definitivo (baka entre todos los baka) al tener las peores calificaciones entre sus pares del mismo nivel. En la novela, sus amigos se burlan de su estupidez al convertir su nombre, añadiendo el sufijo "-ful" (adjetivo en inglés), transformándolo en "Akihisaful" significando "el más estúpido" en el contexto de la novela. Aun así, el hecho que es un chico amable y siempre dispuesto a ayudar y sacrificarse por otros no es puesto en duda por nadie.
Debido a su idiotez absoluta, recibió la labor de ser el Inspector de Castigos (観察处分者 Kansatsu Shobunsha?) junto a su Shōkanjū, al que se le otorgó la capacidad de tocar los objetos reales a fin de ayudar a los profesores con labores pesadas; ya que los Shōkanjū son más fuertes que los humanos y así Akihisa puede ayudar a los profesores a realizar tareas que normalmente requerirían de muchas personas. La otra cara de esta habilidad especial es que todo el daño recibido por su Shōkanjū también lo sufrirá Akihisa, por lo que es reacio a pelear batallas Shōkanjū innecesariamente. Sin embargo, gracias a su trabajo, está más acostumbrado a controlar su Shōkanjū en comparación con otros estudiantes, su ser invocado es mucho más ágil y veloz, poseyendo además una motricidad fina mucho más desarrollada, lo que le permite compensar su falta de golpes potentes con la habilidad de dar docenas de golpes débiles a gran velocidad haciendo que su oponente acumule daño progresivo.
Sus dos compañeras de clase Himeji y Shimada están enamoradas de él, pero debido a su estupidez no lo nota. Sin embargo, ha demostrado estar enamorado de Mizuki Himeji, ya que se preocupa profundamente por ella; aunque él cree que está enamorada de Yuuji Sakamoto.
Un gag común a lo largo de la historia es que sus compañeros le piden que entregue a las otras clases recados que saben serán malinterpretados, solo para ver que lo golpeen.
Su Shokanju, al igual que todos, es la versión chibi de su dueño con orejas puntiagudas y cola de perro, tiene el aspecto de un estudiante vistiendo un gakuran, con la chaqueta abierta y una camiseta roja debajo, su arma es un bokken.
Mizuki Himeji (姫路 瑞希 Himeji Mizuki?)
Seiyū: Hitomi Harada
Mizuki Himeji es una de las mejores estudiantes de la Academia Fumizuki y tendría probablemente el segundo lugar de su nivel (A) si no fuera porque el día de los exámenes de colocación la fiebre hizo que se desmayase antes de empezar responder, por lo que obtuvo calificación Cero. Aunque Akihisa protestó, las reglas del colegio eran claras y sin importar el motivo quien no presente un examen es reprobado, aun así el muchacho prefirió no rendirlo y llevarla a enfermería siendo reprobado también, pero este gesto se grabó en el corazón de Mizuki. Como resultado, Mizuki fue colocada en la peor clase, la clase F. A pesar de las malas condiciones de su clase, que eran desfavorables para su salud frágil; está feliz porque su interés amoroso, Akihisa Yoshii, está en la misma clase. Mizuki también es retratada como una chica tímida e inocente pero decidida. Akihisa y Mizuki solían estar en la misma escuela primaria, y desde entonces, ella ha admirado siempre a Akihisa por su determinación y personalidad. Mizuki también encuentra a Akihisa lindo, especialmente en los trajes de criada. Hacia el final del volumen 2, Mizuki cambia su manera de llamar a Akihisa de Yoshii-kun a Akihisa-kun.
Aunque tiene tanto cerebro como belleza, Mizuki carece de habilidades en la cocina siendo ésta letal en la novela. Alguien que come de su comida entra en coma, incluyendo a Hideyoshi Kinoshita, quien es conocido por su estómago fuerte. Sin embargo, ella es completamente inmune a la letalidad de su propia cocina. Ella se relaciona particularmente bien con Minami Shimada, a quien llama Minami-chan, a pesar de que son rivales amorosas; aun así es muy normal que si se oye algún rumor amoroso respecto a Akihisa ambas entren en actitudes psicóticas y lo torturen en castigo demostrando que es una yandere, lado de su personalidad tiende a aumentar conforme la serie continúa.
Su Shōkanjū usa un vestido rojo con una armadura pesada y una gran espada.
Minami Shimada (島田 美波 Shimada Minami?)
Seiyū: Kaori Mizuhashi
Minami Shimada es una de las dos únicas estudiantes en la clase F. Es una joven japonesa que pasó la mayor parte de su vida en Alemania antes de ir a la Academia Fumizuki y, como resultado, tiene muchísimos problemas con el kanji. Debido a este inconveniente, el único examen que pudo aprobar es matemáticas. También suele hablar en alemán cuando entra en estado de shock.
Minami es la tsundere de la serie. Físicamente es delgada y de piernas largas pero pecho plano. Está enamorada de Akihisa, pero debido a su incapacidad para expresarse y su naturaleza tsundere, actúa con violencia hacia él generando malentendidos.
Tras mudarse su incompetencia en el japonés la aisló del resto de sus compañeros y al no poder entenderlo comenzó a creer que se burlaban de ella, especialmente Akihisa quien todos los días le decía cosas incoherentes, posteriormente averiguó que el muchacho erróneamente creía que ella venia de Francia, por lo que al darse cuenta de que se había aislado había practicado para pedirle en ese idioma que fueran amigos, por lo que comenzó a enamorarse de él.
Durante las batallas de clases en el volumen 1, mientras que ejecuta de una táctica dilatoria, Akihisa indirectamente difama a Minami y le hizo entrar en la lista de las diez mujeres que no llevarías a una cita entre las chicas de la escuela. En la novela y el manga, durante una batalla en la que la supervivencia de Akihisa dependía de Minami, fue chantajeado para llamarla por su primer nombre, ya partir de entonces, comenzó a llamarlo Aki en lugar de Yoshii y se él refiere a ella por su nombre también. En el anime, esto tuvo lugar cuando ella amenazó con romper sus huesos. Es un gag en la serie de novelas siempre que Minami expresa su preocupación genuina por Akihisa a través de sus acciones o palabras. Akihisa, en cambio, siempre llega concluye que será asesinado o saboteado por ella en una forma oscura. A pesar de todos los malentendidos, cuando otros le han preguntado al respecto, Akihisa no duda en señalar que Minami es sumamente valiosa y especial para él y que desea que por nada del mundo se aleje de su lado.
Es gran amiga de Mizuki y la llama por su nombre a pesar de ser polos opuestos y rivales amorosas, siendo las dos únicas chicas en la clase F. Es buena en la cocina, debido a que sus padres no están en casa la mayor parte del tiempo.
Su Shōkanjū está vestido con el uniforme militar azul de un oficial europeo y empuña un sable.
Yuuji Sakamoto (坂本 雄二 Sakamoto Yūji?)
Seiyū: Tatsuhisa Suzuki
Yuuji es el representante de la clase F y el mejor amigo de Akihisa. En la serie, la posición de representante de la clase se asigna a los estudiantes más inteligentes de la clase. Es fresco, recogido y muestra una sorprendentemente alta inteligencia y previsión inesperada para un estudiante de la clase F. En el volumen 1, sus estrategias y tácticas han contribuido a la clase F para lograr una victoria tras otra, hasta que durante uno de los duelos con la clase A, sobrestimó sus capacidades en el nivel de escuela primaria de la historia de Japón.
Yuuji una vez fue conocido en su infancia como un niño prodigio de inteligencia superdotada, siendo en realidad por mucho el individuo más inteligente en la historia, viviendo gran parte de su infancia con delirios de superioridad y viendo al resto como seres inferiores indignos de respeto, pero tras meter en problemas a Shouko donde casi la golpearon unos compañeros su actitud cambió, comenzando a despreciar el que se valore a una persona por su inteligencia y rendimiento.
La única razón por la que terminó en la clase F fue porque no estudió, ya que tiene la firme convicción que las calificaciones no lo son todo. Sin embargo, debido a las consecuencias que "sufrió" en su derrota contra Shouko Kirishima, su amiga de la infancia y también la mejor estudiante de la Academia, se sintió motivado a estudiar de nuevo y en los volúmenes posteriores su Shōkanjū es razonablemente más fuerte gracias a la radical mejora de sus calificaciones.
Siempre esta huyendo de Shouko ya que le teme por el obsesivo amor que demuestra por él, además evita hacer actos que tengan futuras consecuencias con ella.
Su shōkanjū viste al estilo punk, vestido con pantalones y un abrigo blanco y equipado con un par de manoplas. Durante el ESB su shōkanjū se transforma en una versión de sí mismo vistiendo un uniforme escolar.
Hideyoshi Kinoshita (木下 秀吉 Kinoshita Hideyoshi?)
Seiyū: Emiri Katō (anime), Kaoru Mizuhara (drama CD)
Hideyoshi Kinoshita tiene un aspecto muy femenino y es el hermano gemelo menor de Yuko Kinoshita de la clase A. A pesar de ser un hermano gemelo, a excepción de su cuerpo de hombre, es casi idéntico a su hermana gemela. Por eso, sus compañeros varones, y muchas de sus compañeras femeninas, lo ven como una mujer, cosa que a él no le molesta si no se expresa con fuerza. En el anime, sus miradas femeninas son a menudo objeto de fanservice y la poca certeza que se da respecto a su género es tal que el colegio llegó a dividir los servicios de aseo en masculino, femenino y Hideyoshi.
Tiene una personalidad muy útil y está dispuesto a apoyar cualquier actividad a la que sus amigos se embarquen. Utiliza el término "Washi" (和紙?), para referirse a sí mismo, que es la forma utilizada por los hombres de edad venerable para decir yo. Si bien es malo en lo académico, tiene un talento indiscutible en la actuación y no solo puede replicar el comportamiento y los gestos de otras personas, sino también sus voces.
En una ocasión cambia de lugares con su hermana y por un malentendido surge el rumor que su busto está creciendo, por lo que comienzan a tratarlo aún más como mujer. A lo largo de la serie nunca se muestra su pecho, como si de una chica se tratase. Hideyoshi es realmente pretendido por miles de chicos debido a su aspecto femenino y adorable.
Su Shōkanjū está vestido con un Kosode y un Hakama y porta un Naginata.
Kōta Tsuchiya (土屋 康太 Tsuchiya Kōta?)
Seiyū: Kōki Miyata
Kouta es el mayor pervertido en Fumizuki. Tiene una personalidad taciturna, oscura y como tal se le ha dado el sobrenombre de Mutsurīni, unión de las palabras Mutsuri Sukebe que significa "pervertido taciturno" se escribe en katakana dado que sobrenombres o nombres acortados se ponen en éste silabario.
Aunque es muy pervertido, las chicas no parecen percatarse de ese lado suyo, salvo Aiko Kudou, de la clase A, que lo provoca a propósito. Tiende a sangrar exageradamente por la nariz, al recibir insinuaciones sexuales o cosas similares (sobre todo de Aiko Kudou) aunque no pierde su aparente compostura.
Mientras Kouta es poco comunicativo por naturaleza, es parte del círculo íntimo de la clase F de Yuuji, Akihisa, Mizuki, Minami, y Hideyoshi. Es terrible en todas las asignaturas excepto Educación para la Salud, en la que no es común que haya muchos, sin embargo, ya que en Japón es en esta materia donde se enseña todo lo referido a la reproducción y las relaciones sexuales Kouta resalta gracias a su naturaleza pervertida y su conocimiento de la anatomía femenina, por ello la puntuación de su criatura es especialmente elevado.
Su especialidad son los ataques en velocidad, aunque el Shōkanjū de Yoshii, Akihisa es mucho más rápido. Tanto en la novela ligera, manga y anime, está demostrado que es un experto en espionaje, recopilación de información y fotografía. Su Shōkanjū lleva un conjunto de Ninja y blande un Ninjatō.
- Grupo FFF

Es un grupo que se presenta con largas sotanas como las del KKK pero oscuras y portando grandes guadañas. Son extremistas a la hora de juzgar a las personas que tienen relaciones amorosas ya que está conformado por muchachos nada atractivos, impopulares y resentidos. Ellos condenaron varias veces a muerte a Akihisa, después que recibiera atenciones de sus únicas compañeras mujeres. El grupo parece ser fan de Hideyoshi.
No tienen mucha importancia en las batallas ESB ya que son extremadamente débiles y su apatía hace difícil que peleen, sin embargo, si se necesita que combatan solo es necesario hablar sobre lo buena que es la vida amorosa de sus rivales para que entren en frenesí y los destruyan con ataques Kamikaze, como fue el caso del combate contra Kyōji Nemoto (Clase B) donde incrementaron su poder en busca de venganza contra el representante de la clase B por tener novia.
Sus Shōkanjū son todos similares a sus dueños y entre sí, enfundados en sotanas con capuchas negras y portando pequeñas guadañas.

### Clase A
La mejor clase con el mejor equipo. Conformada por 24 hombres y 26 mujeres. Los diez mejores de la clase A se ha dicho que son tan fuertes que tienen su propia liga comparados contra otros compañeros de la misma clase A.
Shouko Kirishima (霧島 翔子 Kirishima Shōko?)
Seiyū: Tomomi Isomura
Shouko es la amiga de la infancia de Yuuji Sakamoto. Es la mejor estudiante de su nivel y la representante de la clase A. En la historia, ella se presenta con una voz suave, pero muy firme e inteligente. En la novela, su diálogo siempre comienza con puntos suspensivos. Se describe como bella, elegante y muy popular, pero todavía no tiene novio, lo que inicialmente crea la impresión a los demás que ser lesbiana. Más tarde, se reveló que la razón es porque está locamente enamorada de Yuuji desde la infancia y actúa posesiva hacia él, tal es el caso que incluso es capaz de cegar a Yuuji con tal que no mire a otras chicas o electrocutarlo y encadenarlo para que no escape.
A pesar de ser engañada varias veces, todavía muestra una naturaleza confiada en Yuuji y prácticamente cree todo lo que este dice. También se destaca por ser una persona que es de pensar a largo plazo, y ya ha decidido sobre los nombres de sus hijos (Shoyuu para una niña, y Koshuo para un niño). También una Morón gadget (机械音痴?) y acostumbra a estropear cualquier aparato electrónico que cae en sus manos.
Su Shōkanjū es similar a ella con su uniforme del colegio, pero agregando la pechera y hombreras de una armadura samurai y una Ōdachi como arma.
Aiko Kudou (工藤 愛子 Kudō Aiko?)
Seiyū: Yoshino Nanjō
Aiko Kudou es una estudiante de élite en la clase A. Es retratada como una agradable, divertida y traviesa niña. Usa 'boku' (僕?), comúnmente utilizado por niños o jóvenes, para hablar de sí misma. Es una experta en aparatos electrónicos y lleva una micro-grabadora para grabar las lecciones, que también utiliza para grabar a los demás, editando el video y audio con diálogos distintos, lo que causa muchos malentendidos y problemas, especialmente hacia Akihisa.
En el anime se muestra que es muy buena en Salud, por lo que compite con Tsuchiya. Al mismo tiempo, parece estar interesada en él y suele provocarlo, ya que conoce su naturaleza pervertida.
Su Shōkanjū está vestido con un uniforme de marinera colegiala y carga una hacha de batalla. Lleva un accesorio que aumenta la resistencia eléctrica de su hacha.
Toshimitsu Kubo (久保 利光 Kubo Toshimitsu?)
Seiyū: Takuma Terashima
Toshimitsu Kubo es un hombre tranquilo y fresco con gafas y es el estudiante que ocupa el segundo lugar en su nivel (Aunque si Mizuki estuviese en su clase, él ocuparía el tercer lugar). Tiene un horario relativamente rígido y estructurado que se refleja en sus altas calificaciones. Sin embargo, malinterpreta con facilidad las situaciones y debido a esto, cree que Akihisa estaba tratando de entablar una relación con él. Como resultado, se termina enamorando de Yoshii a pesar de ser otro hombre.
Su Shōkanjū utiliza una guadaña doble y viste un hakama y sobre esta un protector pectoral de kendo. Él es el personaje BL de la historia.
Yuuko Kinoshita (木下 優子 Kinoshita Yūko?)
Seiyū: Emiri Katō (anime), Kaoru Mizuhara (drama CD)
Yuuko Kinoshita es la hermana gemela de Hideyoshi Kinoshita. Debido a que destaca académicamente se siente superior a su hermano menor, a quien cree basura. Durante las guerras de clase en el Volumen 1, Hideyoshi —en una estrategia de Yuuji— se hizo pasar por su hermana y sembró la discordia entre la clase C y la clase A.
En una ocasión cambió de lugares con su hermano, en el cual pasa tiempo con Akihisa y parece demostrar algún interés en él después de todas las cosas que él dijo y que para ella fueron lindas y él basado en sus gustos literarios (suele verla leyendo yaoi), termina haciéndola quedar como una pervertida exhibicionista a la que le gustan los chicos más jóvenes. Odia que traten a su hermano como mujer.
Su Shōkanjū utiliza una lanza y lleva un vestido verde con una armadura encima.

### Clase B
Kyōji Nemoto (根本 恭二 Nemoto Kyōji?)
Seiyū: Hiromu Miyazaki
Kyōji Nemoto es el representante de la clase B. Es astuto, intrigante, malvado, manipulador y recurre a trucos sucios para ganar en cualquier cosa. Él está saliendo con Yuka Koyama, la representante de la clase C, y trataron de establecer una alianza (las clases B y C) durante la guerra con la clase F en el Volumen 1. Esta estrategia fue frustrada por un plan de contingencia de Yuuji. Después fue derrotado y se vio obligado a vestir el uniforme escolar de las mujeres y que le tomaran fotografías, que fue utilizado como chantaje por Yuuji.
Mayumi Kikuiri (菊入 真由美 Kikuiri Mayumi?)
Seiyū: Ikumi Nakagami
En apariencia su cabello es corto y de un tono verde apagado y sus ojos son de color verde. Participó junto con Ritsuko en el campeonato de invocación y ha aparecido en la primera batalla que tiene con la clase F. Su Shokanju es en una ardilla con traje de caballero y con una espada. Es muy buena en matemáticas y odia a la clase F.
Ritsuko Iwashita (岩下 律子 Iwashita Ritsuko?)
Seiyū: Mana Hirata
En apariencia tiene su cabello es ondulado y de color rosa, sus ojos son del mismo color. Es la compañera de Mayumi en el campeonato de invocación. Su Shokanju es una conejita con un gran mazo. Por pocos puntos es mejor en matemáticas que Mayumi pero también odia de igual manera a la clase F.

### Clase C
Yūka Koyama (小山 友香 Koyama Yūka?)
Seiyū: Hiromi Igarashi
Yuka Koyama es la representante de la clase C, que salía con Kyoji Nemoto. Rompió con el cuando perdió con la Clase F y fue obligado a vestirse como mujer.

### Clase D
Miharu Shimizu (清水 美春 Shimizu Miharu?)
Seiyū: Ayana Taketatsu
Una niña que está enamorada de Minami Shimada, a quien se dirige como onee-sama (お 姉 さま?). Su Shōkanjū está revestida con una armadura romana.

### Clase E
La segunda peor clase, donde están los "idiotas inteligentes". Fueron los primeros en ser derrotados por la clase F.
Hiromi Nakabayashi (中林 宏美 Nakabayashi Hiromi?)
Seiyū: Yūko Takayama
La representante de la clase E.

### Profesores
Kaoru Tōdō (藤堂 カヲル Tōdō Kaoru?)
Seiyū: Kaori Nakamura
Directora de la Fumizuki, no se menciona su nombre en el anime. Su idea de crear una escuela así responde al hecho de mostrar nuevas facetas de estudiantes que son encasillados en ciertos estereotipos a la vez que se les estimula a salir de la imagen que tienen de sí mismos y se unen más íntimamente como grupo.
Shin Fukuhara (福原 慎 Fukuhara Shin?)
Seiyū: Kenjirō Tsuda
El primer profesor titular de la case F, es un hombre apático y sin interés; no muestra interés ni preocupación alguna por su clase, por lo que en general los ignora dejándolos solos incluso cuando debe hacerles clase; posteriormente es relevado por Nishimura.
Sōichi Nishimura (西村 宗一 Nishimura Sōichi?)
Seiyū: Akio Ohtsuka
Supervisor disciplinario de la academia, en otras palabras es el encargado de sancionar a los alumnos que cometen faltas y de supervisar las clases suplementarias de repaso que deben tomar los alumnos que pierden algún combate, por ello cada vez que un duelo acaba aparece tras el perdedor y lo arrastra al salón de castigos. Fumizuki es extremadamente estricto no solo con los alumnos sino también consigo mismo; posee un excelente estado físico e imponente musculatura siendo apodado Tesujin (鉄人 ({{{2}}}?))(Ironman) ya que su pasatiempo es participar en maratones y triatlones.
Asume la titularidad de la clase F después que pierden contra la clase A. Es el único docente que puede arbitrar duelos de cualquier asignatura, ya que como supervisor disciplinario domina todas las materias impartidas; además, al igual que el resto de los docentes, posee una bestia invocada, pero a diferencia de sus colegas jamás se ha visto que la haya manifestado ni siquiera cuando ha sido retado a duelo, esto porque su fuerza física es tal que puede derrotar las bestias de sus alumnos solo con sus manos.
Yōko Takahashi (高橋 洋子 Takahashi Yōko?)
Seiyū: Yumi Kakazu
Profesora de la clase A y el docente más inteligente de la academia aunque en deportes es malo.
Su invocación está vestida como un soldado alemán con uniforme negro de mediados del siglo XX y su arma es un látigo.
Hasegawa (長谷川 Hasegawa?)
Seiyū: Daisuke Kageura
Profesor de matemáticas y árbitro de los combates de esta asignatura.
Su invocación está vestida como un soldado chino del siglo XX y su arma es una escuadra gigante de madera.
Takeshi Ōshima (大島 武 Ōshima Takeshi?)
Seiyū: Masayuki Tanaka
Profesor de educación física y árbitro de los duelos de esta asignatura. No le agrada Kōta quien fue capaz de superar sus puntuaciones en la asignatura.
Su invocación está vestida el uniforme negro de un oficial militar y usa un sable como arma.
Fumihiro Fuse (布施 文博 Fuse Fumihiro?)
Seiyū: Eiichiro Tokumoto
Profesor de química y árbitro de la asignatura. Tiene un carácter plácido y relajado.
Su invocación está vestida una larga gabardina gris de oficial militar y un morral rojo al costado. Su arma es un gigantesco Matraz de Erlenmeyer.
Takenaka (竹中 Takenaka?)
Seiyū: Shinya Takahashi
Profesor de literatura y árbitro de esta asignatura.

### Otros
- Akira Yoshii (吉井 玲 Yoshii Akira?)

Seiyū: Kikuko Inoue
Es la hermana mayor de Akihisa. Está graduada en Harvard y al contrario que su hermano es una persona perceptiva e inteligente, aunque bastante mala cocinando, pero eso no impide que lo intente para así poder prepararle una buena comida a Akihisa. Se guía por el lema: "El esfuerzo es solo un medio para llegar a un fin" y es lo que le ayuda a trabajar duro ya que considera que dar el mejor esfuerzo no es excusa para conformarse al fallar.
Además de su inteligencia, también destaca por su aspecto físico, una esbelta figura y grandes senos, pero carece de sentido común (lo demuestra cuando se cambió en un tren lleno de hombres solo porque estaba sudando), aunque Mizuki y Minami se sienten amenazadas por esto. Tiene un exagerado complejo de hermano, y esto se muestra constantemente cuando amenaza a Akihisa con besarlo, bañarse con él (cosa que lo mortifica) o incluso cuando se muestra reacia a que ligue con otras chicas y por el contrario no le molesta que ligue con otros chicos (en una ocasión se enfadó con Akihisa solo porque sus revistas porno no tenían nada de incesto hermano-hermana). A pesar de todo, ella fue la primera en darse cuenta de que Hideyoshi era en realidad un hombre (aunque es imposible saberse si lo dijo solo porque creía que Akihisa no tenía amigas).
- Hazuki Shimada (島田葉月 Shimada Hazuki?)

Seiyū: Mana Hirata
Hermana menor de Minami y estudiante de quinto grado. Es amiga de Akihisa, a quien llama "Baka no Onii-chan" (Onii-chan idiota), y de Mizuki, a quien llama "Kirei no Onee-chan" (onee-chan linda).
Conoció a Akihisa y Himeji a través de una reunión incidental en una tienda de juguetes, donde quería comprar un gran oso de peluche para su hermana, quien lo quería en secreto. No podía pagarlo, pero gracias a los respectivos esfuerzos de Akihisa y Himeji, logró obtener el gran oso de peluche para Minami y quedarse con un pequeño Noin para ella por lo que juró ser la esposa de Akihisa en el futuro; su cariño por Akihisa aumenta durante la serie debido a que siempre esta dispuesto a ayudarla.
Debido a su edad y personalidad, no se modera a la hora de decir las cosas aunque sean verdades fuertes o hirientes, incluso a su hermana.
Aunque está en quinto grado, Yuuji comentó que es más madura que Akihisa, incluso tuvo el coraje de admitir frente a Mizuki y Minami que le gusta Akihisa.

## Medios

### Novela ligera
Baka to Test comenzó como una serie de novelas ligeras escritas por Kenji Inoue con ilustraciones de Yui Haga. Esta novela ligera fue publicada por Enterbrain el 29 de enero de 2007 finalizando su publicación el 30 de marzo de 2015 con un total de 18 volúmenes.

### Anime
Una adaptación al anime de 13 episodios, producida por el estudio de animación Silver Link y dirigida por Shin Ōnuma comenzó a emitirse en Japón el 7 de enero de 2010. El tema de apertura del anime es "Perfect-área Complete!" por Natsuko Aso. El primer ending es "Baka Go Home" por Milktub y BakaTest All Stars. El segundo tema de cierre es "Hare Tokidoki Egao" por Hitomi Harada, Kaori Mizuhashi, Emiri Katō y Tomomi Isomura. El 4 de marzo de 2010, FUNimation Entertainment anunció que adquirió los derechos del anime y ofrecerá los episodios subtitulados días después de ser emitidos en Japón.
Dos episodios OVA bajo el título de Baka to Test to Shoukanjuu: Matsuri fueron publicados en dos BD/DVD volúmenes. El primero el 23 de febrero de 2011 y la segunda el 30 de marzo de 2011, el tema de opening es Renai Koujou committee por Natsuko Aso, el ending es Getsuyou wa Kirai por milktub . Una segunda temporada del anime con el título de Baka to Test to Shoukanjuu Ni! comenzó a emitirse en Japón el 7 de julio de 2011. El opening es «Kimi+Nazo+Watashi de JUMP!!» por Larval stage planning mientras que el ending se llama «Eureka Baby» de Natsuko Aso.

### Manga
Una adaptación de manga titulada Baka to Test to Shokanju, ilustrada por Mosuke Mattaku y Yumeuta, comenzó a serializarse en la revista Shonen Ace el 25 de abril de 2009. Además se publicaron 5 volúmenes de tankōbon desde el 19 de diciembre de 2009 hasta el 26 de noviembre de 2016.

## Banda sonora
Primera temporada
- Tema de apertura «Perfect-area Complete!» por Natsuko Aso.[19]
- Tema de cierre «Baka Go Home» por Milktub.
- Tema de cierre «Hare Tokidoki Egao» por Hitomi Harada, Kaori Mizuhashi, Emiri Katō y Tomomi Isomura.

Segunda temporada
- Tema de apertura «Kimi+Nazo+Watashi de JUMP!» por Larval stage planning.[22]
- Tema de cierre del Episodio 2-6, 8-10, 12-13 «Eureka Baby» por Natsuko Aso.
- Tema de cierre del Episodio 7 «Baka to Koshitsu to Kodoku Meshi» por Milktub
- Tema de cierre del Episodio 11 «Hi-Ho!!» por Milktub.

OVA
- Tema de apertura «Renai Koujou committee» por Natsuko Aso.[19]
- Tema de cierre «Getsuyou wa Kirai» por Milktub.